# Johan Tatlot
Johan Sébastian Tatlot (* 26. März 1996 in Schœlcher, Martinique) ist ein französischer Tennisspieler.

## Karriere
Tatlot spielt hauptsächlich auf der ITF Future Tour und der ATP Challenger Tour.
Auf der Future-Tour gewann er bisher drei Titel im Einzel sowie einen Titel im Doppel.
Sein bislang größter Erfolg ist das Erreichen des Finals der Junioren-Doppelkonkurrenz der Australian Open im Jahr 2014. An der Seite von Quentin Halys unterlag er Lucas Miedler und Bradley Mousley mit 4:6, 3:6. Mit dem 5. Platz erreichte er seine höchste Platzierung in der Junior-Weltrangliste.
2015 kam er in Paris im Doppel bei den French Open durch eine Wildcard zu seinem Debüt auf der ATP World Tour. Mit seinem Partner Tristan Lamasine verlor er in der ersten Runde gegen Santiago Giraldo und Dušan Lajović mit 3:6, 6:7 (5:7).